# Atina Manukian
Atina Manukian (gr. Αθηνά Μανουκιάν, orm. Աթենա Մանուկյան; ur. 22 maja 1994 w Atenach) – grecka piosenkarka i autorka tekstów pochodzenia ormiańskiego.

## Kariera
Manukian zadebiutowała w 2007 biorąc udział w greckim talent show This Is What's Missing, emitowanym na kanale Alpha TV. W 2008 wzięła udział w greckich preselekcjach do 6. Konkursu Piosenki Eurowizji Junior z piosenką „To fili tis afroditis” w których zajęła 7. miejsce. W 2011 wydała swój debiutancki album Party Like A Freak, który był dwukrotnie nominowany do greckiej nagrody MAD Video Music Awards. 
W 2018 wzięła udział w brytyjskiej odsłonie programu X Factor. W 2020 zwyciężyła ormiańskie preselekcje Depi Jewratesil 2020 z piosenką „Chains On You”, dzięki czemu miała reprezentować Armenię w 65. Konkursie Piosenki Eurowizji w Rotterdamie, jednak konkurs został odwołany z powodu pandemii COVID-19.
6 lutego 2025 z utworem „Daqueenation” znalazła się na liście uczestników preselekcji Depi Jewratesil 2025, wyłaniających reprezentanta Armenii w 69. Konkursie Piosenki Eurowizji. 16 lutego 2025 w finale eliminacji zajęła 3. miejsce.

## Dyskografia

### Single
| Rok  | Tytuł                 | Album |
| ---- | --------------------- | ----- |
| 2012 | „I Surrender”         | –     |
| 2012 | „Na Les Pos M'Agapas” | –     |
| 2014 | „XO”                  | –     |
| 2020 | „Chains on You”       | –     |
| 2020 | „Dolla”               | –     |
| 2021 | „You Should Know”     | –     |
| 2021 | „OMG”                 | –     |
| 2022 | „Kiss Me In The Rain” | –     |
| 2022 | „Loca”                | –     |
| 2022 | „Bom Bom”             | –     |
| 2023 | „Gone”                | –     |
| 2023 | „Tet A Tet”           | –     |
| 2024 | „Belas”               | –     |
| 2024 | „Enstikto”            | –     |
| 2025 | „Daqueenation”        | –     |